# Villeneuve-sur-Auvers
Villeneuve-sur-Auvers és un municipi francès, situat al departament de l'Essonne i a la regió de Illa de França. L'any 2007 tenia 621 habitants.
Forma part del cantó d'Étampes, del districte d'Étampes i de la Comunitat de comunes Entre Juine et Renarde.

## Demografia

### Població
El 2007 la població de fet de Villeneuve-sur-Auvers era de 621 persones. Hi havia 205 famílies, de les quals 32 eren unipersonals (24 homes vivint sols i 8 dones vivint soles), 59 parelles sense fills, 106 parelles amb fills i 8 famílies monoparentals amb fills.
La població ha evolucionat segons el següent gràfic:
Habitants censats

### Habitatges
El 2007 hi havia 228 habitatges, 214 eren l'habitatge principal de la família, 11 eren segones residències i 3 estaven desocupats. 223 eren cases i 4 eren apartaments. Dels 214 habitatges principals, 195 estaven ocupats pels seus propietaris, 16 estaven llogats i ocupats pels llogaters i 3 estaven cedits a títol gratuït; 2 tenien dues cambres, 25 en tenien tres, 48 en tenien quatre i 139 en tenien cinc o més. 178 habitatges disposaven pel capbaix d'una plaça de pàrquing. A 68 habitatges hi havia un automòbil i a 139 n'hi havia dos o més.

### Piràmide de població
La piràmide de població per edats i sexe el 2009 era:
| Homes | Edats   | Dones |
| ----- | ------- | ----- |
| 0     | 95 o +  | 0     |
| 0     | 90 a 94 | 0     |
| 4     | 85 a 89 | 0     |
| 4     | 80 a 84 | 0     |
| 4     | 75 a 79 | 8     |
| 8     | 70 a 74 | 4     |
| 0     | 65 a 69 | 0     |
| 8     | 60 a 64 | 12    |
| 16    | 55 a 59 | 16    |
| 28    | 50 a 54 | 28    |
| 28    | 45 a 49 | 32    |
| 24    | 40 a 44 | 12    |
| 36    | 35 a 39 | 44    |
| 8     | 30 a 34 | 4     |
| 28    | 25 a 29 | 20    |
| 8     | 20 a 24 | 20    |
| 8     | 15 a 19 | 20    |
| 32    | 10 a 14 | 16    |
| 36    | 5 a 9   | 12    |
| 16    | 0 a 4   | 4     |

## Economia
El 2007 la població en edat de treballar era de 450 persones, 344 eren actives i 106 eren inactives. De les 344 persones actives 332 estaven ocupades (172 homes i 160 dones) i 13 estaven aturades (4 homes i 9 dones). De les 106 persones inactives 28 estaven jubilades, 56 estaven estudiant i 22 estaven classificades com a «altres inactius».

### Ingressos
El 2009 a Villeneuve-sur-Auvers hi havia 211 unitats fiscals que integraven 615 persones, la mediana anual d'ingressos fiscals per persona era de 25.403 €.

### Activitats econòmiques
Dels 29 establiments que hi havia el 2007, 1 era d'una empresa de fabricació de material elèctric, 3 d'empreses de fabricació d'altres productes industrials, 9 d'empreses de construcció, 5 d'empreses de comerç i reparació d'automòbils, 1 d'una empresa d'informació i comunicació, 1 d'una empresa immobiliària, 7 d'empreses de serveis, 1 d'una entitat de l'administració pública i 1 d'una empresa classificada com a «altres activitats de serveis».
Dels 9 establiments de servei als particulars que hi havia el 2009, 1 era una fusteria, 4 lampisteries, 2 electricistes, 1 empresa de construcció i 1 agència immobiliària.
L'any 2000 a Villeneuve-sur-Auvers hi havia 12 explotacions agrícoles.

## Equipaments sanitaris i escolars
El 2009 hi havia 2 escoles elementals.

## Poblacions properes
El següent diagrama mostra les poblacions més properes.